# Storgrundet (i Larsmosjön, Larsmo)
Storgrundet är en ö i Finland. Den ligger i sjön Larsmosjön och i kommunen Larsmo i den ekonomiska regionen  Jakobstadsregionen  och landskapet Österbotten, i den centrala delen av landet, 400 km norr om huvudstaden Helsingfors. Öns area är 10,4 hektar och dess största längd är 0,7 kilometer i nord-sydlig riktning. I omgivningarna runt Storgrundet växer i huvudsak blandskog.